# Pseudotorymus amethystinus
Pseudotorymus amethystinus är en stekelart som beskrevs av Wallace A. Steffan 1962. Pseudotorymus amethystinus ingår i släktet Pseudotorymus och familjen gallglanssteklar.
Artens utbredningsområde är Algeriet. Inga underarter finns listade i Catalogue of Life.